# Julius Bockemüller
Julius Heinrich Richard Bockemüller (* 10. Oktober 1895 in Thedinghausen; † 21. April 1943 in Berlin) war ein deutscher Arzt jüdischer Abstammung. Er wurde aufgrund regimekritischer Äußerungen verurteilt und 1943 hingerichtet.

## Leben und Werk

5 Stolpersteine für ehemalige Schüler des Wilhelm-Gymnasiums vor dessen Eingang. V. l. n. r.: Heinrich Jasper, Otto Lipmann (oben), Julius Bockemüller (unten), Bruno Milziner, Norbert Regensburger.

Der Sohn des nichtjüdischen Gerichtsschreibers Franz Bockemüller und der Jüdin Johanna, geb. Hahn, besuchte das Wilhelm-Gymnasium in Braunschweig, wo er im Januar 1915 das Abitur machte. Von Mai 1915 bis 1918 nahm er am Ersten Weltkrieg auf den flandrischen Kriegsschauplätzen teil, bevor er 1919 als Sanitätsunteroffizier aus dem Militärdienst ausschied. Er studierte Medizin und arbeitete anschließend als praktischer Arzt in Sickte. Er sympathisierte mit der DNVP und in den 1920er Jahren mit dem Nationalsozialismus, dessen Gegner er später wurde. Bei weiten Teilen der Landbevölkerung genoss er Anerkennung.

### Verurteilung und Hinrichtung
Während eines Krankenbesuchs im Juni 1942 äußerte er sich kritisch über das NS-Regime, woraufhin er von der Gestapo verhaftet wurde. Die Anklageschrift des Volksgerichtshofs in Berlin warf ihm das Abhören ausländischer Feindsender, Feindbegünstigung, Hochverrat und die Gefährdung der „Widerstandskraft des deutschen Volkes“ vor. Bockemüller wurde zum Tode verurteilt und am 21. April 1943 in Berlin-Plötzensee, nach anderen Angaben in Berlin-Moabit hingerichtet. Drei Tage zuvor beging seine Mutter unter dem Eindruck des Urteils Selbstmord. Bockemüller hinterließ zwei Töchter.

### Nachleben
Das Urteil gegen ihn wurde am 14. Januar 1952 durch die Braunschweiger Staatsanwaltschaft aufgehoben. Ihm zu Ehren wurde in Sickte der Dr.-Bockemüller-Ring benannt. Ein Stolperstein vor dem Braunschweiger Wilhelm-Gymnasium erinnert an ihn.